# Uruguay en la Copa Mundial de Fútbol de 1962
La Selección de Uruguay fue una de las 16 participantes de la Copa Mundial de Fútbol de 1962, que se realizó en Chile.
Uruguay clasificó al Mundial luego de obtener el primer lugar en su grupo por las clasificación sudamericana.

## Innovaciones en la indumentaria
Por primera vez Uruguay presentó dorsales en color blanco.

## Clasificación
El seleccionado uruguayo al finalizar las clasificatorias sudamericanas consiguió el primer puesto en un enfrentamiento de ida y vuelta contra Bolivia y  consiguió la clasificación directamente a la Copa Mundial de Fútbol de 1962.

### Grupo 2
| 15 de julio de 1961 | Bolivia     | 1:1 (0:1) | Uruguay     | La Paz, Bolivia                          |                                          |
|                     | Alcócer 54' |           | Cubilla 23' | Árbitro(s): Carlos Robles Robles (Chile) | Árbitro(s): Carlos Robles Robles (Chile) |

| 30 de julio de 1961 | Uruguay                   | 2:1 (2:0) (Global 3:2) | Bolivia     | Montevideo, Uruguay                      |                                          |
|                     | Cabrera 3' · Escalada 39' |                        | Camacho 65' | Árbitro(s): Carlos Robles Robles (Chile) | Árbitro(s): Carlos Robles Robles (Chile) |

## Jugadores
| #     | Nombre                                  | Posición                                | Edad                                    | Club                                    |
| ----- | --------------------------------------- | --------------------------------------- | --------------------------------------- | --------------------------------------- |
| 1     | Roberto Sosa                            | Portero                                 | 26                                      | Nacional                                |
| 2     | Horacio Troche                          | Defensa                                 | 26                                      | Nacional                                |
| 3     | Emilio Álvarez                          | Defensa                                 | 23                                      | Nacional                                |
| 4     | Mario Omar Méndez                       | Defensa                                 | 25                                      | Nacional                                |
| 5     | Néstor Gonçalves                        | Mediocampista                           | 26                                      | Peñarol                                 |
| 6     | Pedro Cubilla                           | Mediocampista                           | 32                                      | Rampla Juniors                          |
| 7     | Domingo Pérez                           | Delantero                               | 25                                      | Nacional                                |
| 8     | Julio César Cortés                      | Mediocampista                           | 21                                      | Sud América                             |
| 9     | José Sasía                              | Delantero                               | 28                                      | Peñarol                                 |
| 10    | Pedro Rocha                             | Mediocampista                           | 19                                      | Peñarol                                 |
| 11    | Luis Cubilla                            | Delantero                               | 22                                      | Peñarol                                 |
| 12    | Luis Maidana                            | Portero                                 | 28                                      | Peñarol                                 |
| 14    | William Martínez                        | Defensa                                 | 34                                      | Peñarol                                 |
| 15    | Rubén Soria                             | Defensa                                 | 27                                      | Cerro                                   |
| 16    | Edgardo González                        | Defensa                                 | 25                                      | Peñarol                                 |
| 17    | Rubén González                          | Defensa                                 | 22                                      | Nacional                                |
| 18    | Eliseo Álvarez                          | Defensa                                 | 21                                      | Nacional                                |
| 19    | Ronald Langón                           | Mediocampista                           | 22                                      | Defensor Sporting                       |
| 20    | Mario Ludovico Bergara                  | Delantero                               | 24                                      | Nacional                                |
| 21    | Héctor Silva                            | Delantero                               | 22                                      | Danubio                                 |
| 22    | Ángel Cabrera                           | Delantero                               | 22                                      | Peñarol                                 |
| 23    | Guillermo Escalada                      | Delantero                               | 26                                      | Nacional                                |
| D. T. | Hugo Bagnulo Juan López Roberto Scarone | Hugo Bagnulo Juan López Roberto Scarone | Hugo Bagnulo Juan López Roberto Scarone | Hugo Bagnulo Juan López Roberto Scarone |

*Curiosamente para este certamen, Uruguay no presentó el dorsal número 13, saltándose así del 12 al 14.

## Participación

### Grupo A
| Equipo          | Pts | PJ | PG | PE | PP | GF | GC | Dif |
| --------------- | --- | -- | -- | -- | -- | -- | -- | --- |
| Unión Soviética | 5   | 3  | 2  | 1  | 0  | 8  | 5  | +3  |
| Yugoslavia      | 4   | 3  | 2  | 0  | 1  | 8  | 3  | +5  |
| Uruguay         | 2   | 3  | 1  | 0  | 2  | 4  | 6  | -2  |
| Colombia        | 1   | 3  | 0  | 1  | 2  | 5  | 11 | -6  |

| 30 de mayo de 1962 | Uruguay                 | 2:1 (0:1) | Colombia           | Est. Carlos Dittborn, Arica                                       |                                                                   |
|                    | Cubilla 56' · Sasía 75' | Reporte   | Zuluaga 19' (pen.) | Asistencia: 7.908 espectadores Árbitro(s): Andor Dorogi (Hungría) | Asistencia: 7.908 espectadores Árbitro(s): Andor Dorogi (Hungría) |

| 2 de junio de 1962 | Yugoslavia                                    | 3:1 (2:1) | Uruguay     | Est. Carlos Dittborn, Arica                                             |                                                                         |
|                    | Skoblar 25' (pen.) · Galić 29' · Jerković 49' | Reporte   | Cabrera 19' | Asistencia: 8.829 espectadores Árbitro(s): Karol Galba (Checoslovaquia) | Asistencia: 8.829 espectadores Árbitro(s): Karol Galba (Checoslovaquia) |

| 6 de junio de 1962 | Unión Soviética          | 2:1 (1:0) | Uruguay   | Est. Carlos Dittborn, Arica                                      |                                                                  |
|                    | Mamykin 38' · Ivanov 89' | Reporte   | Sasía 54' | Asistencia: 9.973 espectadores Árbitro(s): Cesare Jonni (Italia) | Asistencia: 9.973 espectadores Árbitro(s): Cesare Jonni (Italia) |